# Pterogenomyia mirifica
Pterogenomyia mirifica är en tvåvingeart som beskrevs av Frey 1932. Pterogenomyia mirifica ingår i släktet Pterogenomyia och familjen bredmunsflugor.
Artens utbredningsområde är Sierra Leone. Inga underarter finns listade i Catalogue of Life.